# Vívás az 1896. évi nyári olimpiai játékokon
Az 1896. évi nyári olimpiai játékokon a vívásban három versenyszámot rendeztek. Az első olimpián csak kard és tőr egyéni versenyszámokat írtak ki, továbbá tőrvívásban külön versenyt rendeztek vívómesterek részére. A magyar részvétellel rendezett olimpiák közül ez volt az egyetlen, amelyen magyar vívók nem vettek részt.

## Éremtáblázat
(A hazai csapat eltérő háttérszínnel, az egyes számoszlopok legmagasabb értéke, vagy értékei vastagítással kiemelve.)
| Az 1896. évi nyári olimpiai játékok éremtáblázata vívásban | Az 1896. évi nyári olimpiai játékok éremtáblázata vívásban | Az 1896. évi nyári olimpiai játékok éremtáblázata vívásban | Az 1896. évi nyári olimpiai játékok éremtáblázata vívásban | Az 1896. évi nyári olimpiai játékok éremtáblázata vívásban | Olimpia  |
| ---------------------------------------------------------- | ---------------------------------------------------------- | ---------------------------------------------------------- | ---------------------------------------------------------- | ---------------------------------------------------------- | -------- |
|                                                            | Ország                                                     | Arany                                                      | Ezüst                                                      | Bronz                                                      | Összesen |
| 1.                                                         | Görögország (GRE)                                          | 2                                                          | 1                                                          | 2                                                          | 5        |
| 2.                                                         | Franciaország (FRA)                                        | 1                                                          | 2                                                          | 0                                                          | 3        |
|                                                            |                                                            |                                                            |                                                            |                                                            |          |
| 3.                                                         | Dánia (DEN)                                                | 0                                                          | 0                                                          | 1                                                          | 1        |
|                                                            |                                                            |                                                            |                                                            |                                                            |          |
| Összesen                                                   | Összesen                                                   | 3                                                          | 3                                                          | 3                                                          | 9        |

## Érmesek
| Az 1896. évi nyári olimpiai játékok érmesei vívásban |                                               |                                           |                                                       |
| Versenyszám                                          | Arany                                         | Ezüst                                     | Bronz                                                 |
| tőr, egyéni                                          | Eugène-Henri Gravelotte · Franciaország (FRA) | Henri Callot · Franciaország (FRA)        | Periklísz Pierákosz-Mavromihálisz · Görögország (GRE) |
| tőr, egyéni                                          | Eugène-Henri Gravelotte · Franciaország (FRA) | Henri Callot · Franciaország (FRA)        | Athanásziosz Vúrosz · Görögország (GRE)               |
| kard, egyéni                                         | Joánisz Jeorjádisz · Görögország (GRE)        | Tilémahosz Karákalosz · Görögország (GRE) | Holger Nielsen · Dánia (DEN)                          |
| tőr, egyéni (vívómestereknek)                        | Leonídasz Pírgosz · Görögország (GRE)         | Joanni Perronet · Franciaország (FRA)     | nem adták ki                                          |

## Magyar szereplés
Nem volt magyar versenyző vívásban.